# سيريل حنونة
سيريل فاليري إسحاق حنونة (بالفرنسية: Cyril Hanouna)‏ (مواليد 23 سبتمبر 1974 في باريس) مذيع وكاتب ومؤلف وكاتب عمود ومنتج ومغني وممثل عرضي وكوميدي من أصول تونسية. وهو مشهور باستضافته البرنامج التلفزيوني الفرنسي الشهير Touche Pas à Mon Poste!.

## الحياة سابقة
ولد حنونة في عائلة يهودية، وهو ابن طبيب عام وبائعة مبيعات وصلت إلى فرنسا من تونس عام 1969. درس لأول مرة ليصبح طبيبا مثل والده. . بعد أن واجه صعوبات في المدرسة الثانوية، قرر دراسة الإدارة ليصبح محاسبًا قانونيًا، لكنه تخلى عن دراسته فيما بعد.

## المسار مهني والوظيفي

### تسليط الضوء
ظهر حنونه لأول مرة على القناة التلفزيونية Comédie + في عام 1999 حيث كتب كلمات المقطورات. أصبح حنونة مقدم تلفزيوني في عام 2002 عندما شارك في استضافة السلسلة الثالثة من La Grosse Émission إلى جانب الثنائي الكوميدي Kad et Olivier. في فبراير 2002، اتصل به راديو RTL  واستضاف برنامجًا إذاعيًا يسمى Planet Arthur  إلى جانب إيمانويل ليفي وفاليري بنيم. في عام 2003 استضاف عرض الصباح Morning Live  على M6.
ارتبط حنونه منذ عام 2008 بمسابقة يوروفيجن للأغنية. في مسابقة عام 2008، قدم الأصوات الفرنسية عن بعد، ثم قدم التعليق الفرنسي لمسابقات 2009 و 2010 إلى جانب جوليان كوربيه وستيفان برن. 
حاليًا، هو مضيف في أوروبا 1، وعلى شاشة التلفزيون مع Touche Pas à Mon Poste (حتى عام 2012 في France 4)، قبل الانتقال مع فريق البرنامج التلفزيوني بأكمله إلى D8 منذ إطلاق القناة الجديدة في 7 أكتوبر. اشترت القناة أيضًا حقوق Nouvelle Star ، النسخة الفرنسية من سلسلة Pop Idol Series ، وأصبح حنون مضيف البرنامج.
في عام 2011، عمل في الدفعة الثالثة من La Vérité si je mens! 
في الوقت الحاضر هو منتج شركة الترفيه الخاصة به،
```
إنتاج H2O ، حيث يعمل في بعض البرامج التلفزيونية الأكثر شعبية في C8 (حيث تمت إعادة تسمية D8). كما أنه نشط في جميع القنوات تقريبًا التي يمتلكها فنسنت بولوريه (Direct 8 و Direct Star و Canal +). في عام 2015 أنفق بولوري 250 مليون يورو لإبقاء حنونة في فريقه.
[
10
]
```

في عام 2019، اقترح برنامجًا تلفزيونيًا سيشارك في استضافته مع سياسي فرنسي لمعالجة مخاوف المواطنين الفرنسيين، كرد فعل على حركة السترات الصفراء.

## الخلافات
غالبًا ما تلقى سيريل حنونة جوائز ساخرة من Gérards de la Télévision: جائزة الأخطاء الصناعية لعام 2007، أسوأ مقدم 2013 و 2014، المقدم الذي لا يحتاج إلى المخدرات 2016. في فبراير 2016، رسمه تشارلي إبدو كبعوض يمتص أدمغة الأطفال.
يوصف بأنه مهرج مزعج، يتحول من ضحكات هستيري إلى مبتذلات، ويشارك في العديد من الأمور مثل تقديم هدايا غير موجودة،  تمزيق كتاب أثناء البث، </ref> humiliating journalists and collaborators and making sexist and homophobic jokes. في فبراير / شباط 2016 أفاد صحفيان فرنسيان (جوليان كازار وأرنود رامزي) بتلقي تهديدات من حنونة عندما رفضا الظهور في عرضه. قامت مجلة سوسايتي بتجميع تقرير طويل عنه، واصفا إياه بأنه «استبدادي، متظاهر، مليء بالغضب»، يدير فريقه بـ «الممارسات الخبيثة»، بناء على أدلة قادمة من المتعاونين معه (الذين تم ذكرهم بشكل مجهول). ستيفان جيلون، مقدم آخر لCanal+ ، يصف حنونة بـ "Kim Jong-Il of C8".
في نوفمبر وديسمبر 2016، أطلق المجلس الأعلى للوسائل السمعية والبصرية إجراءين إداريين ضد Touche Pas a Mon Poste بسبب الإذلال المتكرر والبيانات الجنسية ورهاب المثليين أثناء البث. في جزء واحد من العرض، نشر حنونة ملفًا شخصيًا مزيفًا للتعارف عن طريق المثليين عبر الإنترنت باستخدام صورة جذع للنموذج المثلي ماكس إيمرسون وسخر من الرجال الذين استجابوا للملف الشخصي بينما كان يعيش على الهواء. أثار هذا القطاع ما يقرب من 20000 شكوى للمنظمين وإدانة من مجموعات المثليين.
في كانون الأول / ديسمبر 2016، أحصت الجمعية الفرنسية للصحفيين المثليين 42 نكتاً جنسياً ورهاب المثليين، ووصفته بأنه مروج غير اعتذاري لرهاب المثلية الجنسية.
في كانون الأول / ديسمبر 2016، أحصت الجمعية الفرنسية للصحفيين المثليين 42 نكتاً جنسياً ورهاب المثليين، ووصفته بأنه مروج غير اعتذاري لرهاب المثلية الجنسية. 

## ديسكغرافيا

### الفردي
| السنة | الالبوم          | مواقف الذروة | الشهادة |
| السنة | الالبوم          | FR           | الشهادة |
| ----- | ---------------- | ------------ | ------- |
| 2015  | "بوغدا بوغدانوف" | 34           |         |
| 2016  | "بيتي بابا نويل" | 2            |         |

## فيلموغرافيا
2012 : La vérité si je mens 3
2015 : The New Adventures of Aladdin
2016 : Pattaya
2016 : La vache

## الراديو
2006-2011 : La Bonne Touche with Jean-Pierre Foucault on RTL
2011-2013 : Hanouna, le matin on Virgin Radio
2013-2016 : Les pieds dans le plat on Europe 1

## روابط خارجية
- سيريل حنونة على موقع IMDb (الإنجليزية)
- سيريل حنونة على موقع روتن توميتوز (الإنجليزية)
- سيريل حنونة على موقع ألو سيني (الفرنسية)
- سيريل حنونة على موقع ميوزك برينز (الإنجليزية)
- سيريل حنونة على موقع ديسكوغز (الإنجليزية)
- سيريل حنونة على موقع قاعدة بيانات الفيلم (الإنجليزية)
- سيريل حنونة على موقع ليتربوكسد (الإنجليزية)
- سيريل حنونة على موقع كينوبويسك (الروسية)